# Rolf von Keiser
Max Rolf Eggerich Hans Bernhard Otto von Keiser (* 30. Juli 1908 in Oldenburg; † 20. April 1976 in München) war ein deutscher Diplomat, der unter anderem Botschafter in Birma und Leiter der Handelsvertretung in Bulgarien war.

## Leben
Seine Eltern waren der Generalmajor Karl Otto Alexander Viktor von Keiser (* 21. April 1871; † 27. Oktober 1929) und dessen Ehefrau Luise Alwine Ella Sluytermann von Langeweyde (* 1. März 1886).
Nach dem Abitur absolvierte von Keiser ein Studium und trat nach Beendigung des Studiums in den Auswärtigen Dienst ein. Nach Abschluss der Laufbahnprüfung für den höheren Dienst fand er zahlreiche Verwendungen an verschiedenen Auslandsvertretungen sowie in der Zentrale des Auswärtigen Amtes in Bonn.
Anfang der 1960er Jahre war er als Botschaftsrat an der Botschaft in Indien tätig. Während dieser Zeit kam es vor dem Schöffengericht Bonn 1961 gegen ihn zum sogenannten „kleinen Leihwagenprozess“. Nachdem der damalige Botschafter in Indien, Wilhelm Melchers, in diesem Prozess aussagte, dass von Keiser seine Aufgaben – es handelte sich darum, Indien durch Wirtschaftshilfe vor dem Abgleiten ins kommunistische Fahrwasser zu retten – nur mit einem Wagen erfüllen können, wurde von Keiser freigesprochen.
1966 wurde er als Nachfolger von Richard Bottler zum Botschafter in Birma ernannt und übte dieses Amt bis zu seiner Ablösung durch Rolf Ramisch 1970 aus. Er selbst wurde 1970 Nachfolger von Heinz Hermann als Leiter der Handelsvertretung in Bulgarien. 1973 folgte ihm Fritz C. Menne in diesem Amt, der 1974 erster Botschafter der Bundesrepublik Deutschland in Bulgarien wurde.